# Odiáxere
Odiáxere is een plaats (freguesia) in de Portugese gemeente Lagos en telt 5522 inwoners (2001).